# Вальдемоса, Майорка: чертополох и травы на склоне холма
«Вальдемоса, Майорка: чертополох и травы на склоне холма», «Корни, Вальдемоса» (англ. Valdemosa, Majorca: Thistles and Herbage on a Hillside) — картина американского художника Джона Сингера Сарджента, написанная в 1908 году. Картина находится в Национальной галереи искусства в Вашингтоне.

## Описание
К 1900 году известность Джона Сингера Сарджента как художника-портретиста принесла ему большое количество заказов от известных семей как в Англии, так и в Соединенных Штатах. Но художник устал от требований и ограничений этих заказных портретов и начал ежегодно проводить время в Швейцарии, Италии, Австрии и Испании. В этих поездках Сарджент выполнял масляные зарисовки на пленэре. Полотно «Вальдемоса, Майорка» было написано в сентябре или ноябре 1908 года, когда художник сопровождал свою сестру Эмили и её подругу Элизу Веджвуд в поездке в Вальдемосу, небольшой городок на острове Майорка, являющийся частью Балеарских островов (Испания).
Полотно «Вальдемоса, Майорка: чертополох и травы на склоне холма» является важным примером позднего стиля Сарджента, которое в сравнении с другими его пейзажными картинами того периода, дает некоторое представление о его личности и пантеистических убеждениях.
На этой картине Сарджент трансформировал микрокосм природы в яркий образ, запечатлев эффект сильного испанского солнечного света на запутанных, сложных формах растительности. Вместо того, чтобы создавать кропотливо натуралистический образ, художник использовал яркий цвет, резкие контрасты и интенсивность исполнения, что видно в завихрённых мазках и густом белом импасто, чтобы достичь необычайной степени экспрессионистской свободы. Исполнив её маслом, эта работа демонстрирует ту же спонтанность и лёгкость, которые характеры акварелям Сарджента, например «Гранаты» (1908, Бруклинский музей) и «Майорка, ствол оливкового дерева» (1908, частное собрание, Нью-Йорк). Эта картина, похоже, была выполнена быстро, но это, скорее было сделано преднамеренно.

## Провенанс
Первоначально полотно находилось в имуществе художника, затем было продано на аукционе Christie, Manson & Woods в Лондоне, 24 и 27 июля 1925 г., в первый день, №. iO5); затем им владели M. Knoedler & Company (Нью-Йорк и Лондон) вместе с Т. Х. Робинсоном. В 1958 году оно было продано Томасу К. Уэру; в 1963 году перешло по наследству его жене Ленор Колдуэлл Вудкок (Хантингтон, Нью-Йорк); вторым мужем миссис Уэр был Уильям А. Вудкок, и они одолжили картину Художественному музею Хекшера в Хантингтоне, штат Нью-Йорк (с августа 1967 по март 1974 года).
25 апреля 1980 года выставлена на аукционе Сотби/Парк-Беннет, Нью-Йорк, № 77; затем в частном собрании в Бруклайне, Массачусетс; с 1981 года в художественной коллекции Джеффри Р. Брауна в Амхерсте, Массачусетс; потом им владела Вирджиния Бэйли Браун, Амхерст, Массачусетс, которая в 1991 году передала его Национальной галереи искусства в Вашингтоне.

## Участие картины на выставках
Полотно неоднократно экспонировалось на выставках в Соединенных Штатах:
- «Выставка живописи Джона Сингера Сарджента позднего периода творчества», R.A., M. Knoedler & Co., Нью-Йорк, 1925, № 5.
- «Век американской пейзажной живописи», 1800—1900, Музей изящных искусств, Спрингфилд, Массачусетс, 1938 ,№ 61.
- Расширенный заём, Художественный музей Хекшера, Хантингтон, Лонг-Айленд, Нью-Йорк, 1967—1974.
- «Американский импрессионизм», Художественный музей Мида, Амхерст, Массачусетс, 1982.
- «Рисунки Джона Сингера Сарджента», Художественный музей Худа, Хановер, Нью-Гэмпшир, 1983.